# Ilija Beškov
Ilija Beškov (bulharsky Илия Бешков Дунов; 24. července 1901, Dolni Dabnik, Bulharsko – 23. ledna 1958, Sofie) byl bulharský malíř, karikaturista, novinář, pedagog.

## Život
V roce 1920 se zapsal na právnickou fakultu sofijské univerzity, o rok později ale nastoupil na výtvarnou akademii, kterou absolvoval v roce 1926. Od roku 1922 jasně inklinoval ke kresbě, konkrétně ke karikatuře, v tomto roce se jeho vlastní karikatury objevily v tisku a o něco později vytvořil i první ilustrace. V roce 1925 byl Ilija Beškov zatčen a málem zastřelen za otištění karikatur v letech 1923 a 1924 v době nastolení fašistické vlády v Bulharsku. Po obvyklé policejní inkvizici se rodině podařilo dosáhnout jeho propuštění a ukrytí.
V roce 1944 po osvobození Bulharska od fašismu vytvořil Beškov množství karikatur, ve kterých interpretoval mezinárodní i vnitropolitické problémy a řadu satirických kreseb, v nichž se hořký smích a dobré srdce tohoto moudrého člověka citlivě dotýká lidských vad.[zdroj⁠?!] V letech 1945 až 1958 působil jako profesor ilustrace na katedře grafiky v grafickém oddělení akademie v Sofii.

## Ocenění
V roce 1947 získal Vyznamenání Akademie věd v Bulharsku.